# Klotianidyna
Klotianidyna – organiczny związek chemiczny, środek owadobójczy opracowany przez Takeda Chemical Industries oraz Bayer. Podobny do tiametoksamu i imidaklopridu, jest neonikotynoidem. Neonikotynoidy są klasą środków owadobójczych z chemicznego punktu widzenia podobnych do nikotyny, która była używana jako pestycyd od końca XVIII wieku. Klotianidyna i inne neonikotynoidy oddziałują na ośrodkowy układ nerwowy insektów jako agonisty acetylocholiny, neurotransmitera, który stymuluje nAChR, mierząc w ten sam obszar receptorów (AChR) i aktywując postsynaptyczne receptory acetylocholiny, ale nie hamując acetylocholinoesterazy. Uważano, iż przewagą klotianidyny i innych neonikotynoidów nad nikotyną jest fakt, że są mniej podatne na rozkład w środowisku. Najnowsze (z roku 2012) badania pokazują, że pył pestycydowy wzniecany podczas okresu sadzenia może utrzymywać się przez kilkanaście lat i być przypadkowo przenoszony na inne rośliny, które następnie stają się pożywieniem dla pszczół i innych owadów.
Klotianidyna jest alternatywą dla insektycydów fosforanoorganicznych, karbaminianów i pyretroidów. Stwarza mniejsze ryzyko dla ssaków, włączając w to ludzi, w porównaniu z insektycydami fosforanoorganicznymi i karbaminianami. Pomogła powstrzymać szkodliwe owady, które zbudowały odporność na te insektycydy i pyretroidy.
Według Agencji Ochrony Środowiska jedno z największych zagrożeń, jakie niesie za sobą klotianidyna to oddziaływanie na insekty niebędące przedmiotem zwalczania (pszczoły miodne). Chociaż oddział Agencji Ochrony Środowiska badający zachowanie się środków chemicznych w środowisku naturalnym i niesionych przez nie efektów (Environmental Fate and Effects Division) nie podaje oceny ryzyka pestycydu dla owadów niedocelowych, informacje uzyskane ze standardowych badań terenowych, jak też raporty z danymi o innych insektycydach neonikotynoidowych (na przykład imidaklopridzie), sugerują potencjalną szkodliwość tych środków dla pszczół i innych pożytecznych owadów.
W styczniu 2013 roku Europejski Urząd ds. Bezpieczeństwa Żywności orzekł, iż neonikotynoidy zawierające klotianidynę prezentują nieakceptowalnie wysoki poziom ryzyka dla pszczół oraz że badania udowadniające bezpieczeństwo ich stosowania były obarczone wadami i prawdopodobnie celowo wprowadzały w błąd. Odnotowano w konkluzji: Wysokie zagrożenie dla pszczół miodnych zostało rozpoznane ze strony środków używanych do zaprawiania nasion kukurydzy, rzepaku i zboża. Wysokie ryzyko stwarzają też pozostałości pestycydu w nektarze i/lub pyłku.

## Dozwolone stosowanie
Klotianidyna jest stosowana w formie aerozolu, pyłu, zraszacza gleby (wychwytywanego przez korzenie roślin), wstrzykiwanego płynu (do gałęzi i pni drzew, w cukier trzcinowy łodygi itp.) i jako zaprawy nasion. Związek może być używany do ochrony roślin w następujących krajach: Australia, Austria, Belgia, Bułgaria, Kanada, Czechy, Dania, Estonia, Francja, Finlandia, Niemcy, Grecja, Węgry, Włochy, Irlandia, Japonia, Korea, Litwa, Holandia, Nowa Zelandia, Polska, Portugalia, Serbia, Słowacja, Słowenia, Hiszpania, Wielka Brytania i Stany Zjednoczone. Pozwolenie na użycie zapraw nasiennych z zawartością klotianidyny, w szczególności dla kukurydzy, zostało cofnięte lub zawieszone w Niemczech, we Włoszech i Słowenii. Obostrzenia te są związane z ostrym zatruciem pszczół w gospodarstwach, gdzie pestycyd był używany do zaprawiania nasion i przenosił się w miejsca, gdzie pszczoły pełniły funkcje zapylające.

## Historia
Chociaż nikotyna była używana jako pestycyd przez ponad 200 lat jej degradacja w środowisku przebiegała zbyt gwałtownie i brakowało jej selektywności, by była użyteczna w rolnictwie na szerszą skalę. Aby zaradzić tym problemom, jako substytut nikotyny zostały wynalezione neonikotynoidy (insektycydy chloronikotinylowe). Klotianidyna jest alternatywą dla pestycydów fosforanoorganicznych, karbaminianów i pyretroidów. Stanowi mniejsze zagrożenie dla ssaków, włączając w to ludzi, jeśli porównać do pestycydów fosforanoorganicznych i karbaminianów. Odgrywa również kluczową rolę w walce ze szkodnikami budującymi odporność na pestycydy fosforanoorganiczne i pyretroidowe, co stanowi rosnący problem w części Europy.
Klotianidyna po raz pierwszy została zarejestrowana do użytku jako pestycyd przez Agencję Ochrony Środowiska Stanów Zjednoczonych (EPA) w 2003 r., jeszcze zanim ukończono badania nad bezpieczeństwem jej stosowania. Pełne analizy bezpieczeństwa wykonano dopiero w 2007 roku. Klotianidynę dopuszczono do użytku jako zaprawę nasion kukurydzy i rzepaku w kwietniu 2010 r. Jednakże, w odpowiedzi na obawy pszczelarzy, w listopadzie EPA wydała memorandum, w którym stwierdziła, iż niektóre z badań nie wydają się być właściwe i bezwarunkowa rejestracja została wycofana.
21 marca 2012 r. sojusz pszczelarzy i organizacji ekologicznych złożył wniosek o wycofanie klotianidyny z użycia na polach uprawnych. Zarzucono, że po więcej niż dziewięcu latach EPA wciąż utrzymuje status klotianidyny jako zarejestrowanej do użytku, pomimo faktu, że rejestrujący nie dostarczył satysfakcjonujących badań, potwierdzających jej bezpieczeństwo. Wnioskujący oświadczyli, iż są świadomi tego, iż EPA ruszyła z procedurami dotyczącymi klotianidyny i innych neonikotynoidów w odpowiedzi na ich obawy dotyczące wpływu na owady zapylające, jednakże zauważają, iż trwanie tego procesu jest przewidywane przez EPA na sześć do ośmiu lat, zbyt długo, biorąc pod uwagę szybką konieczność powstrzymania zagrożenia dla owadów zapylających.

## Toksyczność
Badania terenowe i laboratoryjne wykazały, że klotianidyna przedstawia relatywnie małą toksyczność w stosunku do wielu testowanych gatunków (np. ssaków), ale wysoką lub bardzo wysoką do innych (wiele gatunków owadów). Ponieważ jest wysokotoksyczna wobec pszczół miodnych, agencja nadzorująca ochronę przed szkodnikami w Kanadzie – Pest Management Regulatory Agency (PMRA) zażądała dodatkowych danych, by w pełni ocenić potencjalne skutki działania klotianidyny, wynikające z potencjalnego przeniknięcia do pyłków roślinnych i do nektaru. Toksyczność związku waha się w zależności czy ekspozycja występuje przez krótkie czy długie okresy czasu.

### Ssaki
Klotianidyna jest umiarkowanie toksyczna dla ssaków poprzez podanie drogą pokarmową, przy ekspozycji krótkoterminowej. Długoterminowe przyjmowanie takiego pokarmu może wpływać na rozwój i reprodukcję. Badania na szczurach wykazały niską i krótkoterminową doustną, skórną i oddechową toksyczność klotianidyny. Klotianidyna jest prawdopodobnie umiarkowanie toksyczna dla ludzi poprzez ekspozycję oralną, zaś wobec kontaktu ze skórą czy w przypadku inhalacji jej toksyczność jest niska. Chociaż może wywołać nieznaczne podrażnienia oczu, nie przewiduje się, by miała uczulać czy podrażniać skórę. Nie działa mutagennie, nie ma też dowodów, na jej kancerogenność u szczurów lub myszy, jest mało prawdopodobne by była substancją rakotwórczą dla człowieka.
Dopuszczalne ilości klotianidyny w żywności i karmie dla zwierząt różnią się w zależności od uprawy i kraju. Używana zgodnie z instrukcjami na etykiecie, nie stanowi zagrożenia, pozostałości klotianidyny w żywności nie powinny w takim przypadku przekroczyć bezpiecznego poziomu.

### Organizmy wodne
EPA w Stanach Zjednoczonych twierdzi, iż klotianidyna nie powinna przedstawiać ostrego ani chronicznego ryzyka dla wody pitnej oraz ryb morskich, jak i ryzyka dla lądowych i wodnych roślin naczyniowych i nienaczyniowych. Uważa się, iż jest toksyczna dla morskich bezkręgowców, jeśli odpady po jej użyciu nie są usuwane zgodnie z podanymi instrukcjami. Pest Management Regulatory Agency w Kanadzie określa ją jako “bardzo silnie toksyczną” dla wodnych bezkręgowców, ale tylko nieznacznie toksyczną dla ryb.

### Ptaki
Według EPA klotianidyna praktycznie nie jest toksyczna dla gatunków ptaków, na których były wykonywane doświadczenia. Jednakże długotrwałe spożywanie zaprawionych nasion może nieść za sobą ryzyko przewlekłej intoksykacji małych ptaków, klotiamidyna może mieć też wpływ na twardość skorupki jaj. PMRA w Kanadzie określa klotianidynę jako “umiarkowanie toksyczną” dla ptaków.

### Pszczoły i inne owady zapylające
Pszczoły miodne zapylają rośliny odpowiedzialne za około jedną trzecią ludzkiej diety; wartość ich zdolności zapylającej na całym świecie to około 224 miliardy dolarów. Pszczelarze w Stanach Zjednoczonych od 2006 r. zaczęli zgłaszać niewyjaśnione straty uli – 30 procent i więcej – co prowadziło do zjawiska nazwanego masowym ginięciem pszczół. Przyczyna tego zjawiska pozostaje kwestią debaty, ale zaczyna wyłaniać się naukowy konsensus, sugerujący, że nie istnieje jedna przyczyna, a raczej kombinacja czynników, włączających brak roślin pastewnych, infekcje, przemysłową hodowlę i pestycydy – podczas gdy żaden z tych czynników nie ma katastroficznych efektów, gdy występuje sam, kombinacja powyższych ma efekt synergiczny.
The Australian Pesticides and Veterinary Medicines Authority zauważa, że klotianidyna należy do najbardziej toksycznych insektycydów dla pszczół. Jako że jest pestycydem przyjmowanym przez roślinę ogólnoustrojowo, istnieją również potencjalne efekty długoterminowe w stosunku do pszczół i innych zapylających owadów, ze strony pozostałości klotianidyny, które utrzymują się w pyłku i nektarze. Efekty dotyczą nie tylko pszczół-robotnic, lecz także larw i królowej.
Pszczoły miodne i inne owady zapylające są wyjątkowo wrażliwe na klotianidynę, co skutkowało już kilkoma przypadkami ostrych zatruć we Francji, Niemczech i Kanadzie, a które wiązały się z sadzeniem nasion kukurydzy zaprawianej klotianidyną. Aby zredukować ryzyko silnej ekspozycji owadów zapylających na opryski klotianidyną, instrukcje na etykiecie zabraniają użycia tych produktów w okresie kwitnienia i w czasie gdy aktywne są owady zapylające rośliiny.
W lipcu 2008 r., podczas niemieckiego „incydentu wymierania pszczół” niemieccy pszczelarze zgłosili, iż stracili od 50 do 100 procent swoich uli po tym, jak pneumatyczny sprzęt, używany do sadzenia nasion kukurydzy, wystrzelił w powietrze chmury pyłu pestycydowego, które następnie zostały zepchnięte przez wiatr na sąsiadujące pola rzepaku, na których pszczoły dokonywały zapylania. W 2009 r. Niemcy zawiesili prawo do stosowania klotianidyny na uprawach kukurydzy, powołując się na ryzyko jakie pestycyd stwarza dla pszczół i innych owadów zapylających.
Neonikotynoidy, które zawierają aktywny składnik – imidakloprid – są badane jako potencjalnie związane z masowym ginięciem pszczół. Uważa się, że pszczoły miodne są zagrożone przez chemikalia, które dostają się do organizmu rośliny i podążają w jej górne partie, aż do kwiatów i gromadzą się w nektarze i pyłku, którymi żywią się pszczoły. Amerykańskie badania pyłku w 2009 roku wykryły obecność w nim insektycydów, fungicydów i herbicydów. Dawki przyjmowane przez pszczoły były mniejsze niż śmiertelne, ale ich mniejsza przeżywalność była wynikiem długotrwałej ekspozycji na te substancje.
Badania z 2012 r. wykazały bliski związek pomiędzy zgonami pszczół a użyciem maszyn do wysiewu nasion kukurydzy, pokrytych klotianidyną i innymi neonikotynowymi insektycydami. W maszynach pneumatycznych, nasiona są zasysane, uderzają w powłokę insektycydu, która pokrywa mechanizm maszyny od wewnątrz, a następnie wraz z tą substancją wydalane w strumieniu powietrza. Badania terenowe wykazały, iż zapylające pszczoły, latające w pyle wypuszczanym podczas sadzenia nasion kukurydzy pokrytej neonikotynoidowymi insektycydami, mogą pochłonąć dawki śmiertelne. Dawki mniejsze od śmiertelnych mogą wpływać negatywnie na orientację, przyjmowanie pokarmu, zdolności nauki i opieki nad potomstwem. Badanie wykazało, że klotianidyna wywołała szkodliwe, subletalne skutki przy dawkach 0,5 ng na pszczołę, a imidakloprid 1,5 ng na pszczołę. Pszczoły umierały przy ilości 1 ng klotianidyny. Dla imidaklopridu straty w pszczołach obserwowano przy dawkach przekraczających 3 ng
Analizy pszczół znalezionych martwych w i wokół uli z kilku pasiek w amerykańskim stanie Indiana wykazały w ich ciałach obecność insektycydów z grupy neonikotynoidów: klotianidyny i tiametoksamu. Insektycydy znajdowano także w niskich stężeniach w glebie, nawet dwa lata po zasadzeniu zaprawionych nasion i zebraniu pyłku przez pszczoły. Także w 2012 roku naukowcy we Włoszech opublikowali badania mówiące, że maszyny do wysiewu nasion kukurydzy zaprawionych klotianidyną i imidaklopridem emitują duże ilości pestycydów do powietrza, powodując znaczną śmiertelność wśród zapylających pszczół miodnych.